# Трипутень, Алексей Николаевич
Алексе́й Никола́евич Трипу́тень (род. 6 июля 1982, Одинцовский район, Московская область, РСФСР) — российский футболист, полузащитник. Журналист.

## Биография
В 16 лет закончил СДЮШОР «Торпедо-ЗИЛ», потом играл за дубль одноимённого клуба и основной состав. В 2002 году выступал за ЦСКА, в составе клуба взял «серебро» чемпионата страны и кубок России. В том же году Валерий Газзаев включил его в расширенный список кандидатов в главную сборную страны. Следующий сезон провёл в аренде: сначала, играя за «Торпедо-Металлург» (бывший ЗИЛ), потом — за «Сокол» в первом дивизионе. Всего в чемпионатах России сыграл 14 матчей.
23 февраля 2004 в предсезонном матче в составе белгородского «Салюта» получил тяжёлую травму колена, ввиду чего вынужден был завершить карьеру игрока.
С 2005 года работал журналистом. Пять лет — на радио «Маяк», пять лет — на ТВ Центре. C 2013 года живёт в Черногории недалеко от Будвы, владелец туристической фирмы. С 2015 года — основатель детской команды «Торнадо» (Будва, Черногория).

## Достижения
- Чемпионат России:
  - Серебряный призёр: 2002
- Кубок России:
  - Победитель: 2002